# Бухляль, Мухсин
Мухси́н Бухля́ль (араб. محسن بوهلال‎; 22 апреля 1970, Рабат — 5 апреля 2025) — марокканский футболист и футбольный тренер, играл на позиции защитника. Участник летних Олимпийских игр 1992 года.

## Биография

### Клубная карьера
Начинал карьеру в клубе «Юнион де Туарга», в котором отыграл один сезон. В 1988 году перешёл в ФАР, за который играл в течение 11 сезонов. В составе «армейцев» из Рабата выиграл чемпионский титул в 1989 году и Кубок престола в 1999 году.

### Карьера в сборной
В составе сборной Марокко Бухляль играл на Кубке африканских наций 1992 года, где сыграл в двух матчах на групповом этапе. Сборная Марокко не вышла из группы, заняв последнее место в группе из трёх команд.
В том же году в составе олимпийской сборной принимал участие на олимпийском турнире 1992 года, где сыграл в трёх матчах сборной на групповом этапе. Всего за сборную Марокко сыграл 20 матчей и не забил ни одного гола.

### Тренерская карьера
Бухляль работал в ФАР как помощник главного тренера и в течение некоторого времени с 2020 по 2021 год возглавлял этот клуб в качестве главного тренера. С 2022 по 2023 года работал в «Стад Марокейн».

### Смерть
Скончался 5 апреля 2025 года в Рабате в возрасте 54 лет после продолжительной болезни.